# Gálatas 2

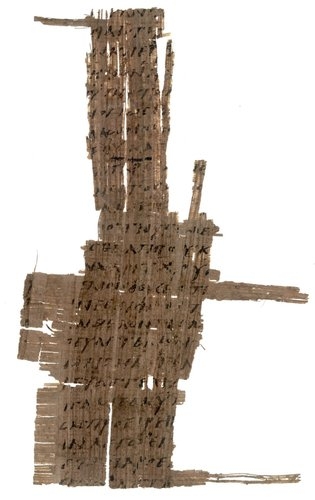
Página que muestra Gálatas 1:2-10 en el Papiro 51, hacia 400 d.C.

Gálatas 2 es el segundo capítulo de la Epístola a los Gálatas del Nuevo Testamento de la Biblia cristiana. Es autoría del apóstol Pablo para las iglesias de Galacia, escrito entre los años 49 y 58 d. C.. Este capítulo contiene el relato del encuentro de Pablo, Bernabé y los cristianos en Jerusalén, considerado «uno de los acontecimientos más trascendentales del cristianismo primitivo», y la disputa entre Pablo y Pedro.

## Texto
El texto original fue escrito en griego koiné. Este capítulo está dividido en 21 versículos.

### Testigos textuales
Algunos manuscritos antiguos que contienen el texto de este capítulo son:
- Papiro 46 (~200 d. C.)
- Codex Vaticanus (325-350)
- Codex Sinaiticus (330-360)
- Papiro 99 (~400)
- Codex Alexandrinus (400-440)
- Codex Ephraemi Rescriptus (~450; completo)
- Codex Freerianus (~450; existen los Versículos 1, 8-9, 16-17)
- Codex Claromontanus (~550)

## Conferencia en Jerusalén (2:1-10)
Los eruditos generalmente relacionan la reunión descrita en esta parte con los relatos de AHechoscts 11:29-30 y/o Hechos 15:1-29, aunque los detalles no están claros.

### Versículo 1
Después de catorce años subí de nuevo a Jerusalén con Bernabé, y también llevé conmigo a Tito. 
- «Después de 14 años» muy probablemente se refiere a «la llamada de Pablo» (Gálatas 1:15-16), no a su visita a Cefas (Gálatas 1:18-19).[2]

### Versículo 9
Y cuando Santiago, Cefas y Juan, que parecían columnas, se dieron cuenta de la gracia que me había sido concedida, nos dieron a mí y a Bernabé la diestra de la comunión, para que nosotros fuéramos a los gentiles y ellos a los circuncisos.'
- «Santiago, Cefas y Juan»: Santiago era un hermano de Jesucristo, se le atribuye la Epístola de Santiago, pronunció el famoso discurso en el sínodo de Jerusalén (Hechos 15:13), presidió en la iglesia de Jerusalén, era un hombre de gran santidad, y muy estimado por los seguidores de Jesús. Cefas es el nombre que dio Cristo a Simón Pedro (Juan 1:42) y en la lengua siríaca significa «piedra», como la palabra «Pedro» en griego, a la que alude Jesús, (Mateo 16:18). [Juan el Apóstol|Juan]] fue el evangelista, y el mismo que escribió las epístolas, fue el discípulo amado, y quien sobrevivió a todos los demás.[6]
- «Que parecían pilares» (pilares: Griego στῦλοι, styloi[7]): eran considerados «los principales de los apóstoles» (cf. Proverbios 9:1; Revelación 3:12).[6]
- «La mano derecha de compañerismo»: una señal de un pacto o acuerdo entre ellos, tomándolos en sociedad con ellos, los admitieron como apóstoles en su sociedad, y dieron su pleno consentimiento, para mostrar su acuerdo conjunto, usaron el rito anterior; que se usaba entre otras naciones,[8] también entre los judíos, cuando se hacían pactos o se entraba en sociedad; véase (Levítico 6:2) donde la frase «en la puesta de la mano», tanto por Onkelos, como por Jonathan ben Uzziel, se traduce «en la comunión de la mano», o «por la mano derecha de la comunión».[6]
- «Los circuncidados»: es decir, entre los judíos.[6]

### Comentario a los versículos 1-10
Algunos cristianos de origen judío sostenían que los convertidos gentiles al cristianismo debían seguir las leyes de Moisés, incluyendo la circuncisión. Esta postura causó una gran controversia en Jerusalén. Pablo, inspirado por una revelación divina, viajó desde Antioquía junto a Bernabé y Tito para resolver la cuestión, defendiendo que la salvación proviene únicamente de la redención en Cristo. Sostuvo que aceptar las exigencias de los judaizantes era restar valor al sacrificio de Jesús. Los líderes de la Iglesia en Jerusalén, conocidos como las "columnas", reconocieron la misión de Pablo de predicar a los gentiles, en paralelo a la labor de Pedro entre los judíos. Aunque ambos tenían misiones diferentes, se acordó que Pablo debía enfocarse en los gentiles. Además, Pablo asumió la tarea de recolectar ayuda para los pobres de Jerusalén, reforzando la comunión entre las comunidades cristianas.

## Incidente en Antioquía (2:11-14)
El desacuerdo entre Pablo y Pedro registrado en esta parte contrasta con su amistoso encuentro en Jerusalén. La ausencia del informe del resultado indica que este asunto influyó en las tensiones de las iglesias gálatas, que se abordan en esta epístola.

### Versículo 11
Cuando Pedro llegó a Antioquía, le resistí en su cara, porque se le iba a culpar; 
Esto sirve como resumen de la confrontación entre Pablo y Pedro, que conduce a la discusión del tema principal en 2:15-21.

## ¿Obras de la ley o de la fe? (2:15-21)
En esta parte, Pablo detalla las razones teológicas de su disputa con Pedro. En el versículo 17 Pablo utiliza la palabra 'nosotros'/'nuestro' para mostrar que tanto él como Pedro estaban de acuerdo en realidad sobre la justificación sólo por la fe, y basándose en esta convicción mutua Pablo se enfrentó a Pedro cuando éste se volvió incoherente.

### Versículo 16
sabiendo que el hombre no es justificado por las obras de la ley, sino por la fe en Jesucristo, también nosotros hemos creído en Cristo Jesús, para ser justificados por la fe en Cristo y no por las obras de la ley; porque por las obras de la ley nadie será justificado.
- «Justificado»: «declarado justo».[13]

### Versículo 20
He sido crucificado con Cristo; ya no vivo yo, sino que Cristo vive en mí; y la vida que ahora vivo en la carne la vivo por la fe en el Hijo de Dios, que me amó y se entregó a sí mismo por mí.
En la creencia de Pablo, un creyente 'muere a la ley' a través de la la crucifixión y muerte de Cristo, y tiene la nueva vida que «ya no está centrada en sí misma, sino en Cristo», la vida de resurrección en la que vive el Cristo resucitado.

### Versículo 21
No hago a un lado la gracia de Dios, pues si la justicia viene por la ley, entonces Cristo murió por nada. 
- «Dejar de lado (NASB: “anular”) la gracia de Dios»: es decir, «al recibirla y luego seguir como si no hubiera diferencia», ya sea «continuando viviendo bajo la ley» o «continuando pecando».[17]

### Comentario  los versículos 11-21
El apóstol Pablo, aunque estaba dispuesto a ceder en cuestiones secundarias cuando era necesario, siempre mantuvo una postura firme en la defensa de la libertad cristiana frente a la observancia de la Ley mosaica. Esto se evidenció especialmente en Antioquía, donde los cristianos provenían tanto del judaísmo como del paganismo. Cuando Pedro, por temor a los judíos cristianos que llegaban de Jerusalén, dejó de comer con los gentiles para cumplir con las tradiciones judías, Pablo intervino enérgicamente. Como líder visible de la Iglesia, la actitud de Pedro podía causar divisiones graves, sobre todo si se considera la posible relación entre esas comidas y la Eucaristía. 
Pablo percibió el riesgo de que insistir en las costumbres judías llevara a atribuirles un valor salvífico, lo que contradecía el mensaje cristiano de que solo la fe en Cristo justifica ante Dios. Volver a las prácticas de la Ley implicaría sugerir que la fe en Cristo había hecho a los creyentes pecadores, algo que Pablo consideraba absurdo. Frente a este error, Pablo reafirma que, a través de la fe en Cristo, el creyente vive para Dios y que es Cristo quien vive en él.

Cristo en el creyente se va formando por la fe en lo profundo de su ser, llamado a la libertad de la gracia, manso y humilde de corazón, que no se jacta del mérito de sus obras, porque de suyo no tienen valor (…). Y Cristo se forma en el que asimila la forma de Cristo, y asimila la forma de Cristo el que se une a Él con amor espiritual.

... el cristiano «debe vivir según la vida de Cristo, haciendo suyos los sentimientos de Cristo, de manera que pueda exclamar con San Pablo, non vivo ego, vivit vero in me Christus, no soy yo el que vive, sino que Cristo vive en mi (…). Que pueda decirse que cada cristiano es no ya alter Christus, sino ipse Christus, ¡el mismo Cristo!.

Tan grande realidad es consecuencia del amor de Cristo que se entregó voluntariamente a la muerte por cada uno de nosotros. Pensar en este amor servirá de estímulo y consuelo:

Sólo de Él, cada uno de nosotros puede decir con plena verdad, junto con San Pablo: Me amó y se entregó por mí (Ga 2,20). De ahí debe partir vuestra alegría más profunda, de ahí ha de venir también vuestra fuerza y vuestro sostén. Si vosotros, por desgracia, debéis encontrar amarguras, padecer sufrimientos, experimentar incomprensiones y hasta caer en pecado, que rápidamente vuestro pensamiento se dirija hacia Aquel que os ama siempre y que con su amor ilimitado, como de Dios, hace superar toda prueba, llena todos nuestros vacíos, perdona todos nuestros pecados y empuja con entusiasmo hacia un camino nuevamente seguro y alegre.